# Fiumei út
Fiumei út est une voie longeant le cimetière national de Fiumei út à partir de la gare de Budapest-Keleti jusqu'à Orczy tér.